# Guido D'Anna
Guido D'Anna (Messina, 1930 – Firenze, 3 gennaio 2004) è stato un editore italiano.

## Biografia
Giacomo D'Anna nel 1926 aveva fondato a Messina la Casa Editrice D'Anna: il figlio Guido, giunto a Firenze nel 1949 per intraprendere gli studi di architettura, apre in questa città una sede della D'Anna e, su invito di Luigi Russo, accetta di curare l'aspetto organizzativo della rivista "Belfagor" diventandone l'editore e sostituendo così la Vallecchi.
Poco tempo dopo nella stessa città, una volta divenuto presidente della casa editrice, vi stabilisce la sede centrale, dove ancora si trova attualmente. Durante la sua presidenza deve affrontare due grandi eventi: innanzitutto la terribile alluvione di Firenze nel 1966, che porta gravi danni alla casa editrice e a tutta la città. Due anni dopo, i moti del Sessantotto scuotono anche il mondo editoriale italiano, e con esso anche la D'Anna. Negli stessi anni Guido D'Anna promuove lo spostamento della sede nel palazzo di via dei Della Robbia.
Nel 1981 i suoi figli Gabriele, Giacomo, Albertina ed Elisabetta cominciano a seguire le orme paterne all'interno dell'azienda di famiglia; tuttavia Giacomo ed Elisabetta non proseguiranno il loro percorso professionale.
Era nipote del pittore ed editore italiano Giulio D'Anna.